# マンギラオ
マンギラオ（英語: Mangilao）はグアム東海岸沿いの村である。海岸沿いの多くが崖であり、ビーチは数少ない。グアム島内の主要な拘置施設がある。